# ريفتار دل قادين
ريفتار دل قادين هي زوجة السلطان العثماني مراد الخامس. وُلدت في 5 يونيو 1838 في شمال القوقاز، وتوفيت في 3 مارس 1936 في إسطنبول.

## الأبناء
- شاهزاده محمد صلاح الدين